# Het Financieele Dagblad
Het Financieele Dagblad ist eine niederländische überregionale Tageszeitung mit Redaktionssitz in Amsterdam. Das Dagblad erscheint sechs Tage die Woche, seit 26. März 2013 im Berliner Format. Herausgeber der Zeitung ist die „FD Mediagroep“, eine vollständige Tochter von HAL Investments. Die bezahlte Auflage betrug im ersten Quartal 2008 55.849 Exemplare. Chefredakteur ist Ulko Jonker, der zuvor Chefredakteur bei der Regionalzeitung De Gelderlander war.
Das Financieele Dagblad ist die einzige Wirtschaftszeitung der Niederlande. Sie wird in ihrer Bedeutung mit dem Wall Street Journal (USA), der Financial Times (Großbritannien), dem Handelsblatt (Deutschland) oder etwa Les Échos und La Tribune (Frankreich) verglichen.

## Geschichte
Die Zeitung hat zwei Vorgänger, das Amsterdamsch Effectenblad (gegründet 1796) und Dagelĳksche Beurscourant: de Nederlandsche financier (gegründet 1864). Beide wurden während der deutschen Besatzung im Zweiten Weltkrieg zum heutigen Financieele Dagblad zwangsfusioniert, die erste Ausgabe erschien am 15. September 1943.
Am 2. April 1982 stieg das Financieele Dagblad als letzte niederländische Zeitung auf den Fotosatz um. 1995 ging die Zeitung ins Internet. Am 3. April 2000 erschien erstmals auch eine Montagsausgabe, bis dahin war die Zeitung nur dienstags bis samstags erschienen. Seit dem 15. November 2001 erschien eine englischsprachige Ausgabe unter dem Namen Het Financieele Dagblad International Edition als Beilage der niederländischen Ausgabe der International Herald Tribune, dies hatte jedoch nicht lange Bestand, am 15. April 2003 erschien die Beilage das letzte Mal.
Am 1. März 2003 wurde der Radiosender Business Nieuws Radio mit dem Ziel übernommen, dass sich verschiedene Medien wie Internet, Radio und Zeitung einander verstärkend ergänzen. Am 15. November 2004 wurden der Sender und das Financieele Dagblad Teil der neuorganisierten "FD Mediagroep" (vormals "FD Groep"), die bis dahin auf drei Lokationen verstreuten Mitarbeiter erhielten aus diesem Anlass einen gemeinsamen neuen Standort.
Im Laufe der Zeit hat sich das Financieele Dagblad inhaltlich ausgeweitet, ein Zeichen dafür ist das seit dem 4. März 2005 wöchentlich beigelegte Magazin FD Personlijk.
Het Financieele Dagblad war Mitglied des Internationalen Rechercheverbundes zur Auswertung der Panama Papers. Am 6. April 2016 meldete die Zeitung, dass der Name von Bert Meerstadt, ein Aufsichtsrat der seit der Finanzkrise von 2008 verstaatlichten Bank ABN Amro, in den Unterlagen auftaucht. Danach weisen Unterlagen aus dem Jahr 2001 ihn als Gründungsgesellschafter der Briefkastenfirma Morclan Corporation aus, die zunächst auf den Jungferninseln, später auf Guernsey registriert war. Am 7. April 2016 trat Meersburg von seinem Aufsichtsratsposten zurück.